# 前二子古墳
前二子古墳（まえふたごこふん）は、群馬県前橋市西大室町にある古墳。形状は前方後円墳。大室古墳群を構成する古墳の1つ。国の史跡に指定されている。

## 概要
| 古墳名     | 形状       | 規模       | 埋葬施設         | 築造時期  |
| ---------- | ---------- | ---------- | ---------------- | --------- |
| 前二子古墳 | 前方後円墳 | 墳丘長94m  | 両袖式横穴式石室 | 6世紀初頭 |
| 中二子古墳 | 前方後円墳 | 墳丘長111m | 横穴式石室?      | 6世紀前半 |
| 後二子古墳 | 前方後円墳 | 墳丘長85m  | 両袖式横穴式石室 | 6世紀後半 |
| 小二子古墳 | 前方後円墳 | 墳丘長38m  | 無袖式横穴式石室 | 6世紀後半 |

主軸を北東70°に向けた前方後円墳で墳丘は全長94メートルの2段構築となっている。墳丘の一部は地山を削り出して造成され、また上段のみに葺き石が施されている。墳丘の周囲は盾型で二重の堀が巡らされ、堀を入れた長さは148メートルに達する。
前二子古墳のすぐ北側に中二子古墳が隣接している。前二子古墳の主軸方向の延長線上400メートルには5世紀後半から6世紀初頭の豪族居館跡である梅木遺跡があり、前二子古墳の被葬者との関連をうかがわせる。

### 第一次調査
大室古墳群は明治政府による陵墓探索の動きをうけ、1878年（明治11年）3月に前二子古墳と後二子古墳の石室が発見・開口された。この頃群馬県では、日本書紀に上毛野君・下毛野君の始祖とある豊城入彦命の陵墓探索が県を挙げて行われていた。その後、1875(明治8)年に前橋市の総社二子山古墳が陵墓参考地に治定されたが、翌年解除された。これにより、もう一度陵墓捜索が行われる過程で大室古墳群が発掘された。石室が開けられてから１ヶ月ののちの4月に当時の県令名で宮内卿宛てに前二子古墳を豊城入彦命の陵墓として上申されたが、11月に官員によって行われた調査では決定的な根拠を欠くとされ、陵墓認定は失敗に終わった。陵墓指定はされなかったものの、展示品の展覧会では一年間で日本中から5000人を超える見学者が訪れた。この調査により掘り出された出土品は近くの神社の宝物殿で大切に保管され、現在は前橋市教育委員会に収蔵されている。

### アーネスト・サトウによる調査
アーネスト・サトウ（Sir Ernest Mason Satow)はイギリス政府から派遣された外交官の一人であり、考古学に興味を抱いていた。彼は大室での発掘調査や出土品についての情報を群馬在住の知人から入手していた。サトウは1880年（明治13年）3月初旬に大室を訪れ、前二子古墳の出土品のスケッチや測定を行っている。このときの調査内容は4月13日の日本アジア協会で発表し、その内容は『日本アジア協会紀要』第8巻第3号に｢上野地方の古墳群｣として収録されている。この紀要に石室内部の遺物の出土状況を非常にわかりやすくスケッチしているほか、石室に塗られた赤色顔料やガラス玉のサンプルを持ち帰り、それぞれ酸化鉄とカリガラスという化学分析の結果も報告している。これは日本で初めて行われた科学的分析として大変意義深いものである。

### 第二次調査
※大室公園も参照
前二子古墳の横穴式石室は天井石が欠損していたり、壁石が大きく傾いていたりと見学するには危険な状態となっていた。そこで、整備にあたり石室の解体と再度の組み立てという大規模な修復工事が行われることになった。この調査により石室の構築方法が判明している。

## 出土品

石室俯瞰図左から右に、羨道・玄室。

石室展開図

石室から出土した副葬品は、装身具(金製耳管2・ガラス製青色丸玉451・ガラス製緑色小玉17・ガラス製黄色小玉28・水晶製丸玉15・碧玉製管玉6・滑石製管玉1・滑石製臼玉2・銀製空玉3)、武器(捩り環頭大刀1・鉄鉾刃部2・鉄鉾石突2・直刀1・鉄鏃112)、馬具(剣菱形杏葉4・双葉剣菱形杏葉4・f字型鏡板付轡1セット・辻金具類・鞍金具片・輪鐙)、農耕具(ミニチュア農耕具・斧2・刀子1・鋤1・針20)、鉤状金具20、須恵器(小像付筒型器台1・高坏型器台2・提瓶2・直口壺1・高坏3)、土師器(台付壺1・高坏4・坏2・坩1)と非常に充実した内容となっている。古墳墳頂からは円筒埴輪と家型・大刀などの形象埴輪が見つかった。墳丘一段目のテラスからは石見型埴輪と人物埴輪、外堤からは人物埴輪が出土している。円筒埴輪は墳丘に1340本ほどが樹立されていたとみられている。
これらの副葬品には朝鮮半島とのつながりを匂わせるものが多く含まれている。鉤状金具は石室や棺を布幕で覆う際に使用したと想定されているが、百済の武寧王陵や慶尚南道の松鶴洞1号墳でも同様の金具が見つかっている。また小像付筒型器台は日本ではほとんど例はないが、朝鮮半島では新羅の都・慶州を中心に多数発見されている。石見型埴輪は儀杖や玉杖を模したものと考えられ、同じ形をした木製品が朝鮮半島の月桂洞1号墳から出土している。

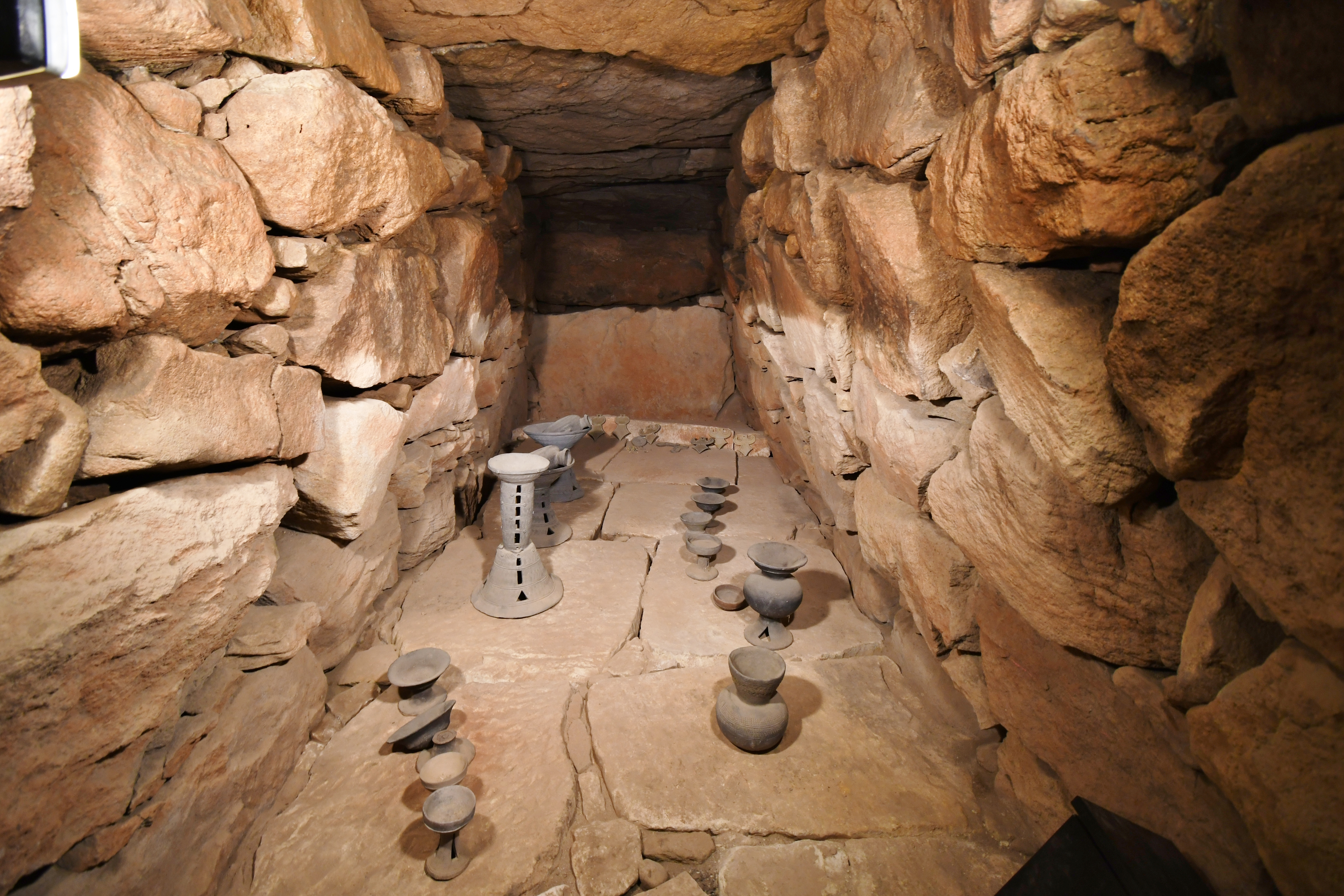
玄室（奥壁方向）
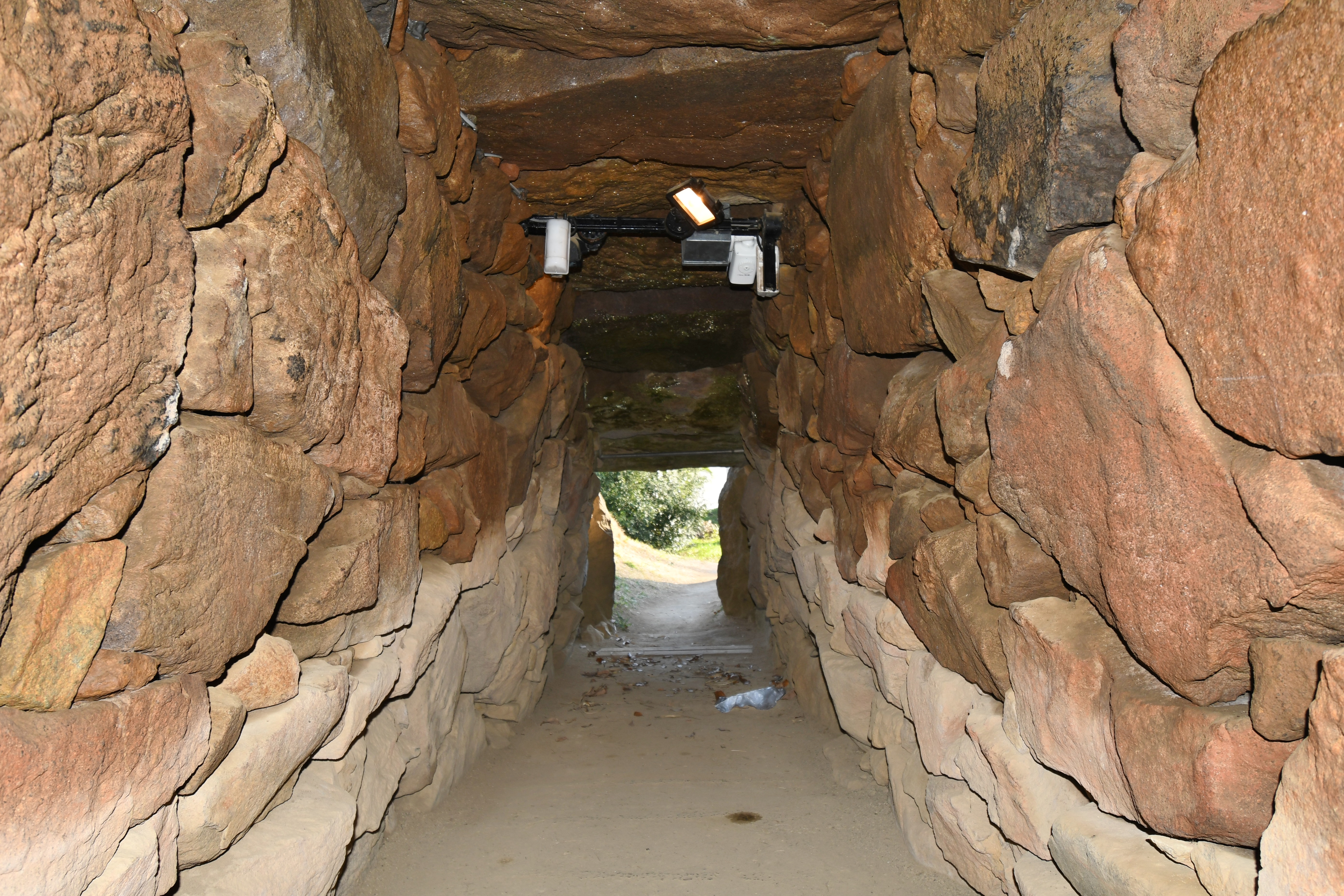
羨道（開口部方向）
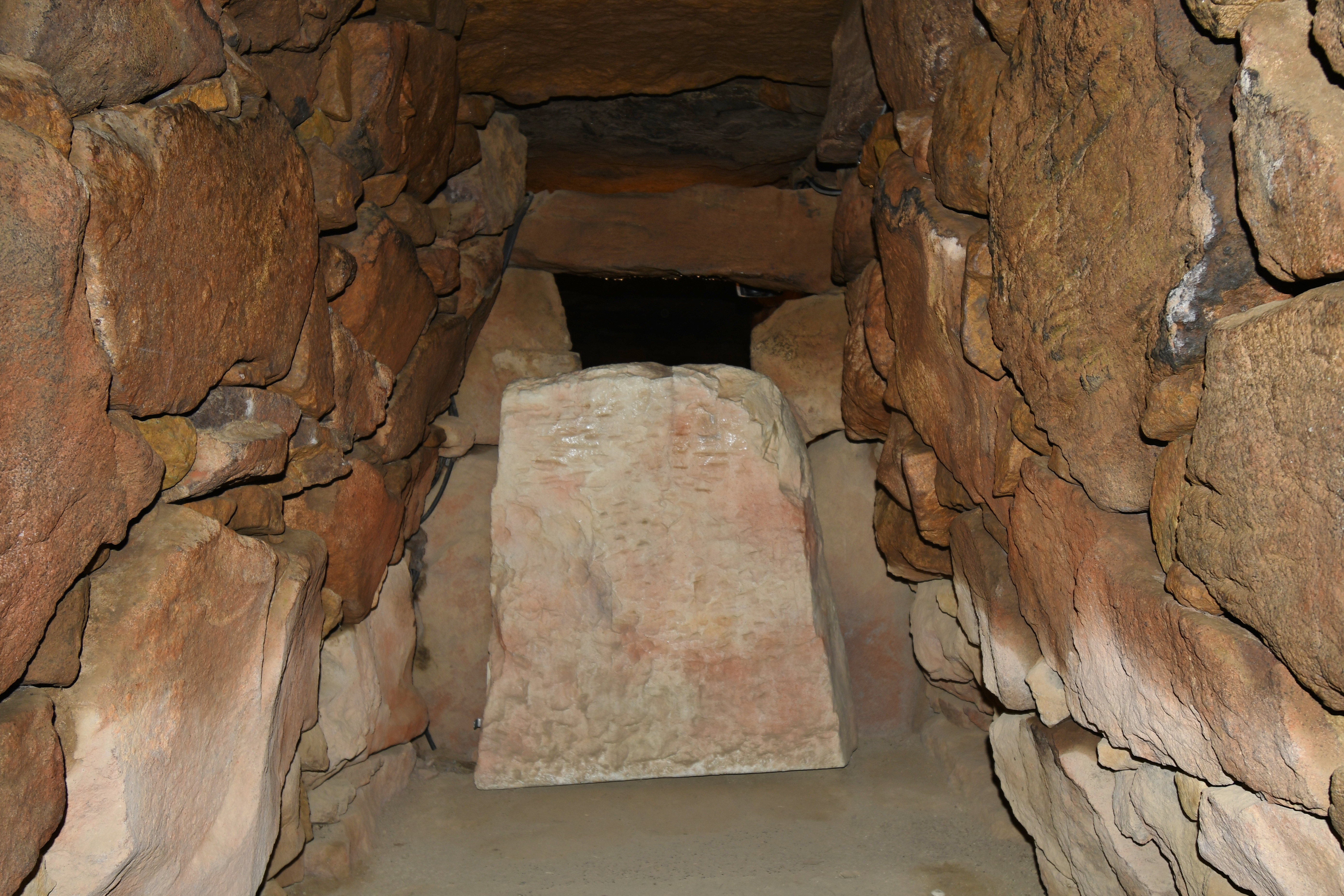
羨道（玄門）
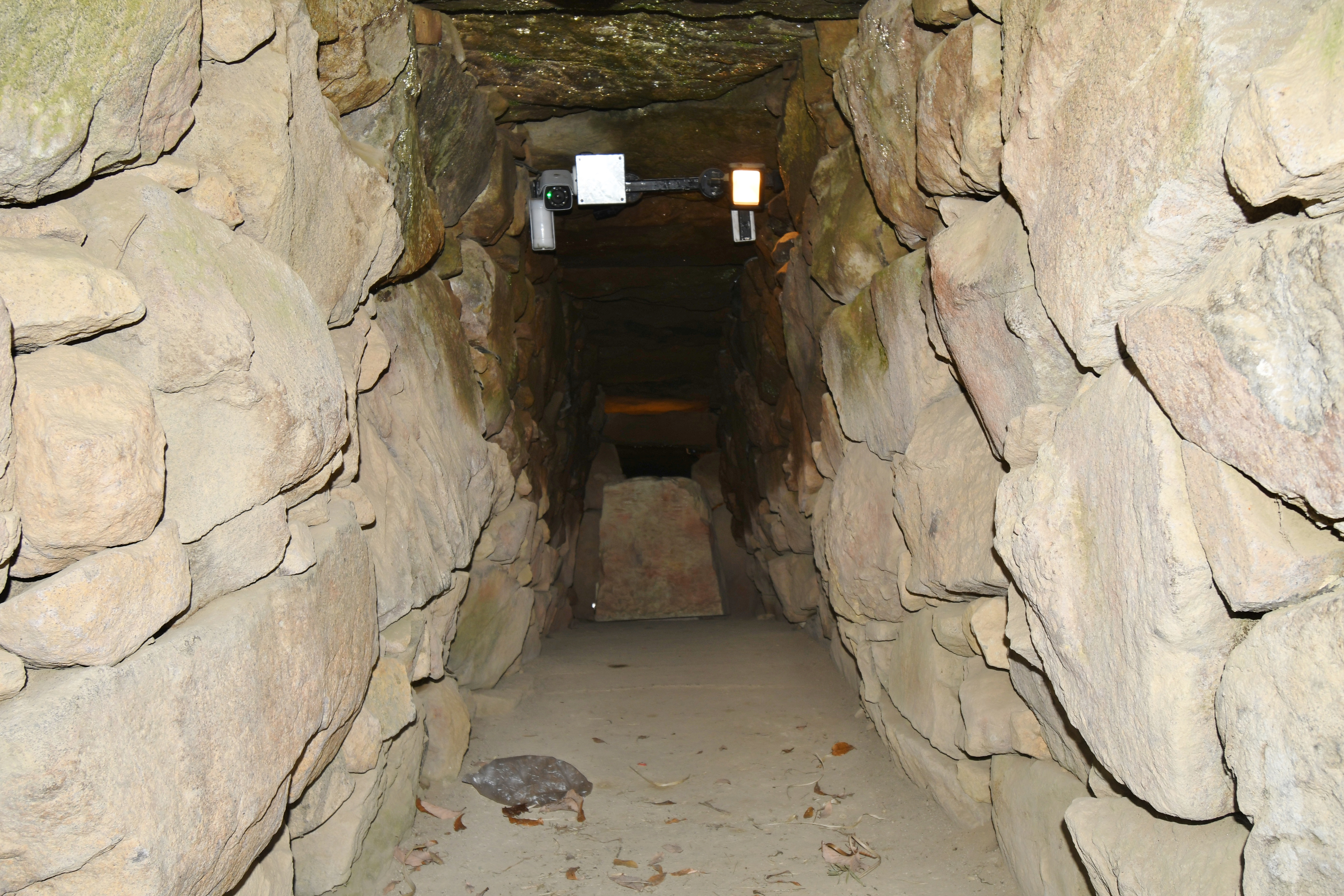
羨道（玄室方向）
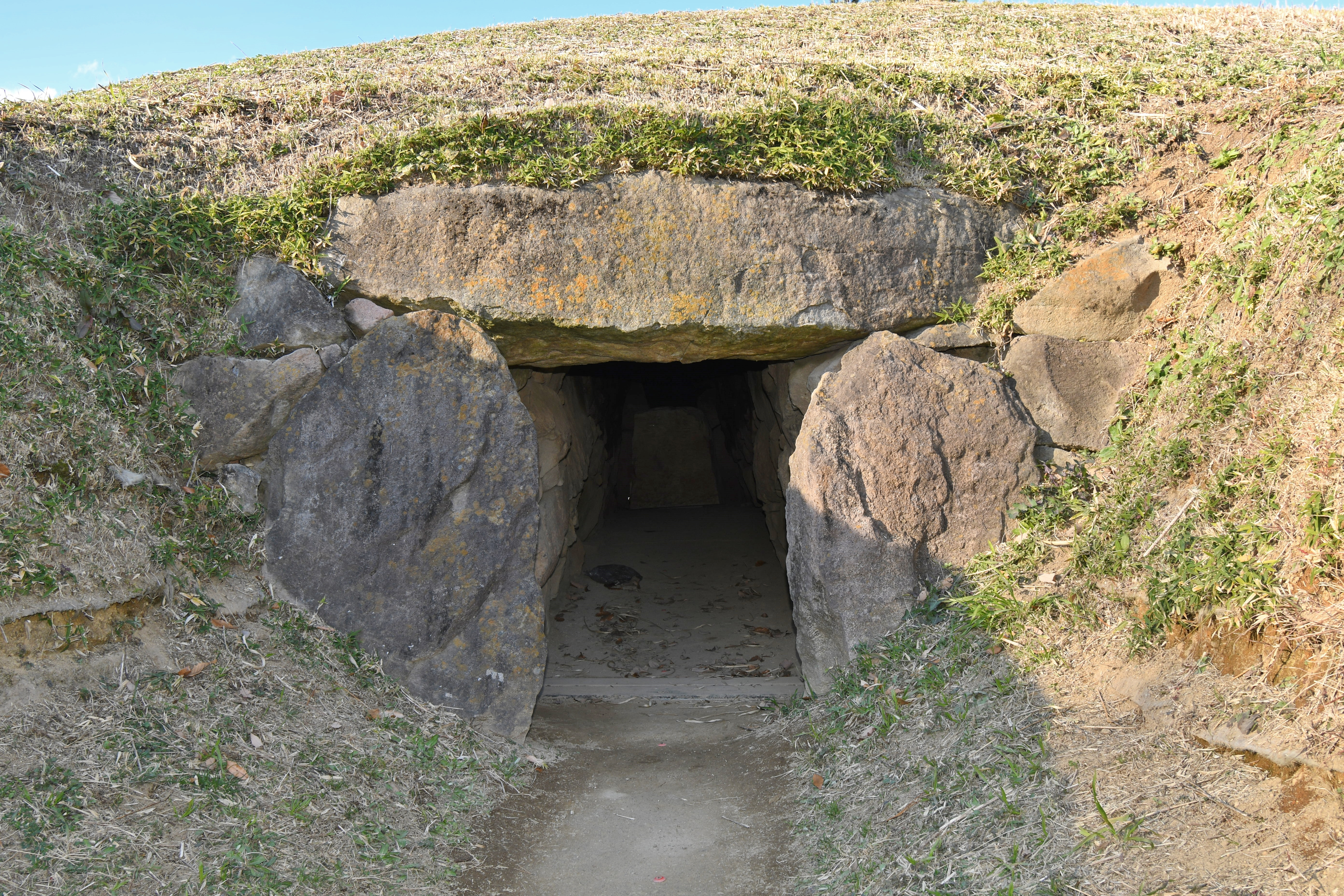
開口部

## 文化財

### 国の史跡
- 前二子古墳 - 1927年（昭和2年）4月8日指定[2]。